# Істіклал (Кашкадар'їнська область)
Істіклал (узб. Istiqlol, Истиқлол) — міське селище в Узбекистані, в Касанському районі Кашкадар'їнської області.
Статус міського селища з 2009 року.